# Ocean Diamond
Die Ocean Diamond war ein Kreuzfahrtschiff, das 1974 als RoRo-Schiff unter dem Namen Begonia gebaut wurde. Nach einem Umbau wurden mit ihr unter den Namen Explorer Starship und Song of Flower Expeditionskreuzfahrten veranstaltet. Ab 2003 wurde das Schiff durch die Compagnie de Ponant auch für Mittelmeerkreuzfahrten eingesetzt. Ab 2012 fuhr es als Ocean Diamond für das US-amerikanische Reiseunternehmen Quark Expeditions und wurde von 2016 bis 2022 jeweils von Mai bis September für das Hamburger Unternehmen Iceland Pro Cruises in Vollcharter für Kreuzfahrten rund um Island und nach Grönland eingesetzt. 2024 wurde es von der Bridgemans Services Group als Hotelschiff („Floatel“) verchartert und im selben Jahr zur Abwrackung im türkischen Aliağa verkauft.

## Geschichte
Die Begonia wurde unter der Baunummer 220 bei Kristiansands Mek. Verksted in Kristiansand gebaut und am 26. April 1973 vom Stapel gelassen. Im Februar 1974 fand die Ablieferung an ihren Eigner N.V. Stoomv Maats mit Sitz auf den Niederländischen Antillen statt. Rund einen Monat später wurde ihr Schwesterschiff Fernbay abgeliefert, das 2001 in Gadani verschrottet wurde. Die Begonia war als RoRo-Frachtschiff gebaut, konnte jedoch auch bis zu 12 Passagiere befördern.
1985 ging das Schiff an Fearnley & Eger mit Sitz in Oslo, die es in Explorer Starship umbenannten und im Mai 1985 zum Umbau als Kreuzfahrtschiff nach Bremerhaven bringen ließen. Im November 1985 begann der Umbau in der Lloyd Werft. Im Juli 1986 waren die Arbeiten an der Explorer Starship abgeschlossen. Das Schiff wurde für Expeditionskreuzfahrten eingesetzt.
1989 ging die Explorer Starship an die ebenfalls in Oslo ansässige Skaugen Marine, die sie in Song of Flower umbenannte. Nach weiteren vierzehn Jahren im Dienst unter diesem Eigner ging das Schiff im Oktober 2003 an die französische Compagnie du Ponant, die es nach einer Modernisierung unter dem Namen Le Diamant sowohl für Expeditionsreisen als auch für herkömmliche Kreuzfahrten im Mittelmeer einsetzte.
Im Dezember 2011 wurde die Le Diamant an Diamond Partners Ltd. verkauft. Seit Oktober 2012 wurde das auf den Bahamas registrierte Schiff unter dem Namen Ocean Diamond von Quark Expeditions betrieben. Seit 2016 fuhr das Schiff im Sommerhalbjahr in Charter von Iceland Pro Cruises, die es für Island-Umrundungen und Touren nach Grönland einsetzten. Der Vertrag lief bis 2022. Ab 2023 wurde das Schiff bei Iceland Pro Cruises durch die von Scylla gecharterte Seaventure ersetzt.
2022 wurde das Schiff an die kanadische Bridgemans Services Group verkauft. Diese benannte es 2024 in Diamond XI um und vercharterte es als temporäre Unterkunft (Hotelschiff). Nachdem das Schiff noch im März 2024 von der Klassifikationsgesellschaft besichtigt und für eine weitere bis 2027 laufende Klassenperiode abgenommen worden war, verkaufte Bridgemans die Diamond XI zum Abbruch nach Aliağa, wo sie am 24. August 2024 zur Verschrottung auf den Strand gesetzt wurde.